# 芳賀義雄
芳賀 義雄（はが よしお、1949年8月1日 - ）は、日本の実業家。日本製紙グループ本社代表取締役社長、日本製紙代表取締役社長を経て、同社代表取締役会長。元日本製紙連合会会長。

## 人物・経歴
熊本県熊本市寺原（現中央区壺川）生まれ。父はNTTの職員。1968年熊本県立熊本高等学校卒業。1972年熊本大学工学部工業化学科卒業。1974年熊本大学大学院工学研究科修士課程修了、十條製紙（現日本製紙）入社、八代工場配属。研究・技術部門を担当し、デュッセルドルフ駐在を経て、1995年日本製紙石巻工場原質部長。1997年小松島工場工務部長。2000年勿来工場工務部長。2002年小松島工場長。2004年取締役企画本部長代理兼経営企画部長。2005年取締役企画本部長兼経営企画部長兼日本製紙グループ本社取締役IR担当。2006年日本製紙常務取締役企画本部長兼日本製紙グループ本社取締役広報・IR担当。2007年日本製紙グループ本社取締役企画本部長。2008年から日本製紙グループ本社代表取締役社長兼日本製紙代表取締役社長を務め、東日本大震災からの復興などにあたった。2014年日本製紙代表取締役会長。2021年旭日重光章受章。